# Christophe Cousin
Pour les articles homonymes, voir Cousin.
 (septembre 2023).
Christophe Cousin est un réalisateur, écrivain voyageur et aventurier français né en 1976.

## Biographie
En 2002, après des études littéraires, scientifiques et commerciales, il part seul pour un tour du monde à vélo. Une aventure de plus de deux ans et 30 000 kilomètres à travers 27 pays. Il connaîtra notamment la prison en Syrie. Il publie en 2005 le récit de son aventure aux Éditions Arthaud : Le bonheur au bout du guidon.
De 2005 à 2007, il effectue un second long voyage, cette fois nourri d'allers-retours permanents afin de mieux connaitre les communautés alternatives dites utopiques et de témoigner sur l'utopie réalisée. Qu'il s'agisse d'Auroville ou de Christiania en passant par la République d'Uzupis. Il publie en 2007 Sur la route des Utopies.
De 2007 à 2014, il mène une vie d’auteur-réalisateur pour Canal+ et coprésente la série documentaire Les Nouveaux Explorateurs. Il part  à la rencontre des nomades, des vagabonds, des itinérants, des hobos, des marginaux pour se faire le témoin du rapport qu’entretiennent les hommes avec leur territoire et leur temps. Cette quête personnelle le conduit de l’Himalaya au Sahara, de la Sibérie au bush australien, sur les chemins de fer américains, et jusqu’aux fins fonds des mines d’or de l’Amazonie ou de l’Éthiopie. 
Il réalise également des films pour Arte et France Télévisions et collabore régulièrement pour les émissions Faut pas rêver, Thalassa et Échappées Belles.
En 2008, il fait partie des nommés au Prix Joseph-Kessel.
En 2011, il traverse le continent américain et publie aux éditions de La Martinière Dans les roues de Jack Kerouac.
En 2012, il conduit une expédition en Papouasie à la rencontre des Unas, les derniers tailleurs de pierre de la planète.
En 2013 et 2014, il réalise un tour de l'Océan Arctique et se rend au pôle Nord pour témoigner des conséquences du changement climatique qui se dessinent déjà au-delà du cercle polaire et pour faire le portrait de ces hommes, qu'ils soient Inuits ou Nenets, millionnaires chinois ou militaires canadiens qui vivent ou se rendent dans la région, donnant naissance au documentaire Il était une fois l'Arctique, un 110 minutes pour France 3. Ce documentaire reçoit le Prix de la ville d'Hendaye et le Prix du meilleur scénario au Festival international du film de mer.
En 2015 et 2016, il embarque sur le navire d'expéditions Tara puis écrit et réalise Le climat, les hommes et la mer, un film documentaire de 110 minutes qui met en perspective le rôle des océans dans la machine climatique en réconciliant la science et la poésie. Le film sera diffusé sur France 3 et au Bourget dans le cadre de la COP21. Il est également sélectionné dans le cadre de la deuxième édition du Greenpeace Film Festival.
Il collabore régulièrement pour les chaines de télévision du groupe France Télévisions, Canal+ et Arte.

## Récits d'expéditions
- Le bonheur au bout du guidon, Paris, Arthaud, 2005, 237 p.   (ISBN 2-7003-9648-0).
- Sur la route des Utopies, Paris, Arthaud, 2007, 288 p.   (ISBN 978-2700396737).
- Dans les roues de Jack Kerouac, Paris, La Martinière, 2011, 208 p.   (ISBN 978-2732446608).

## Filmographie
- 2007 : Nomades Land dans l'Himalaya, Canal+, 52 min
- 2007 : Nomades Land au Sahara, Canal+, 52 min
- 2007 : Nomades Land en Sibérie, Canal+, 52 min
- 2008 : Nomades Land en Asie centrale, Canal+, 52 min
- 2008 : Nomades Land en Australie, Canal+, 52 min
- 2008 : Nomades Land en Amazonie, Canal+, 52 min
- 2009 : La route des Dieux, France 5, 52 min
- 2009 : Nomades Land dans l'Ouest américain, Canal+, 52 min
- 2009 : Nomades Land sur le Mékong, Canal+, 52 min
- 2009 : Le bonheur au bout du guidon, Voyage, 6 × 26 min
- 2010 : La route des Rois, France 5, 52 min
- 2010 : Nomades Land en Roumanie, Canal+, 52 min
- 2010 : La mine de sel de Kok Saat, Entomophages, Les aventuriers du Mékong, pour Faut par rêver au Laos, France 3, 30 min
- 2010 : Les aventuriers du Haut-Mékong, France 3, Planète Thalassa, 52 min
- 2010 : Nomades Land en Inde, Canal+, 52 min
- 2011 : Nomades Land en Éthiopie, Canal+, 52 min
- 2011 : Nomades Land dans le Grand Nord, Canal+, 52 min
- 2011 : La vallée des briques, Radjis peuple du fleuve et de la forêt, pour Faut pas rêver au Népal, France 3, 28 min
- 2011 : Nomades Land à travers les États-Unis, Canal+, 52 min
- 2011 : Le peladao, du foot et des filles, Le bateau-banque, des billets au fil de l'eau, En plein far west amazonien', pour Faut pas rêver au Brésil, France 3, 30 min
- 2011 : Nomades Land en Mongolie, Canal+, 52 min
- 2012 : Bhoutan, entre mythe et réalité, Planète, 52 min
- 2012 : Nomades Land au Mexique, Canal+, 52 min
- 2012 : Nomades Land en Papouasie, Canal+, 52 min
- 2013 : Nomades Land en Irlande, Canal+, 52 min
- 2013 : La route de l'argent, France 5, 90 min
- 2014 : Nomades Land au Maroc, Canal+, 52 min
- 2014 : Nomades Land au Cameroun, Canal+, 52 min
- 2014 : Il était une fois l'Arctique, France 3, 110 min[2]
- 2014 : Bienvenue au Pôle Nord, Planète Thalassa, 52 min
- 2014 : Les derniers rois de l'Arctique, Planète Thalassa, 52 min
- 2015 : Sur le chemin de l'école buissonnière, France 5, 90 min
- 2016 : Le climat, les hommes et la mer, France 3, 110 min[3]
- 2017 : Le lac Skadar, trésor oublié des Balkans, Arte et TV5 Monde, 43 min et 52 min
- 2018 : Sur le chemin des bergers, Arte, 52 min, auteur-scénariste
- 2019 : L'appel du Grand Nord, Arte, 52 min, auteur-scénariste
- 2022 : Secret de roches, Arte, 5×43 min et 5×52 min
- 2022 : Notre planète (in)habitable, Canal+, 90 min[4]